# Gideon Ouseley
Gideon Ouseley (24 de febrero de 1762 – 13 de mayo de 1839) fue un predicador metodista irlandés. Nació de una familia acomodada anglicanao en Dunmore, Condado de Galway.

## Biografía
Su padre, a pesar de que era deísta, pretendió que su hijo ingresara al clero, pero Ouseley pasó gran parte de su niñez en las cabinas de sus vecinos campesinos. Fue educado junto con sus primos Gore y William, y todos obtuvieron distinguidas carreras.
Contrayendo matrimonio a los 20 años, Ouseley llevó una vida salvaje y extravagante que disipó tanto su propia fortuna como la de su propia esposa. Después de que recibiera un disparo que lo dejó tuerto tras un pleito en una taberna, una pérdida que supuestamente lo dejó con una apariencia aterradora, Ouseley abandonó su forma de vida desenfrenada.  En 1791 se convirtió al metodismo con la ayuda de soldados ingleses establecidos en Dunmore, y se dispuso a su vez, a convertir y reformar a otras personas. Ouseley predicó el evangelio, mayoritariamente en Úlster, hasta su muerte, predicando hasta 20 sermones a la semana. Su conocimiento del idioma irlandés y de las costumbres campesinas (sin mencionar el hecho excéntrico de que predicaba montado en un caballo blanco) le hizo ganar fama como el 'apóstol metodista de los irlandeses'.

## Obras
- Una corta defensa de la Antigua Religión (1812, 2.º Ed. 1829)
- Raros Descubrimientos (1823)
- Antiguo Cristianismo (1827)
- Cuatro letras (1829)

Oliver St. John Gogarty escribió dos obras bajo el seudónimo de Gideon Ouseley, Una Cosa Seria y Los Pantalones Encantados.
El escritor John Mulvey Ousley era de una generación posterior de la misma familia.